# Landżazat
Landżazat – wieś w Armenii, w prowincji Ararat. W 2011 roku liczyła 1388 mieszkańców.